# باشگاه فوتبال هدینگتون آماتورز
باشگاه فوتبال هدینگتون آماتورز (به انگلیسی: Headington Amateurs Football Club) یک باشگاه فوتبال در شهر هدینگتون، کشور انگلستان است که در سال ۱۹۴۹ میلادی تأسیس شده است.